# Castellana (cràter)
Castellana és un cràter de l'asteroide de la família Coronis del cinturó principal, (243) Ida, situat amb el sistema de coordenades planetocèntriques a -13.4 ° de latitud nord i 335.2 ° de longitud est. Fa un diàmetre de 5.2 km. El nom va ser fet oficial per la UAI el 1997 i fa referència a una cova a la regió italiana de la Pulla.